# 한준희 (영화 감독)
한준희는 대한민국의 영화 감독, 각본가이다.

## 필모그래피

### 영화
| 연도 | 제목            | 감독   | 각본가 | 기타      |
| ---- | --------------- | ------ | ------ | --------- |
| 2005 | 담배를 물다     | 예     | 예     | 단편 영화 |
| 2006 | 그해 여름       | 아니요 | 아니요 | 현장진행  |
| 2008 | 바보            | 아니요 | 아니요 | 연출부    |
| 2013 | 사이코메트리    | 아니요 | 예     |           |
| 2013 | 시나리오 가이드 | 예     | 예     |           |
| 2015 | 차이나타운      | 예     | 예     |           |
| 2019 | 뺑반            | 예     | 예     |           |

## 수상
- 2005년 제5회 대한민국세계청소년영화제 동상
- 2013년 제7회 대전독립영화제 인기상
- 2015년 제35회 한국영화평론가협회상 10대영화상 《차이나타운》
- 2016년 제52회 백상예술대상 영화부문 신인감독상[1] 《차이나타운》